# Economia de Tonga
Tonga té una economia petita i oberta, i una base d'exportació reduïda a pocs productes agrícoles. Els principals són la carabassa, vainilla i el ñame. Incloent-se també el peix, els productes primaris representen el 2/3 de les exportacions. El país importa una gran quantitat d'aliments, especialment de Nova Zelanda.
El país depèn també de les remeses de diners de les comunitats tonganesos residents en l'exterior per equilibrar el seu dèficit comercial. El turisme representa la segona font d'ingressos del país: el 2006 39.000 persones van visitar el país.
El govern estimula el desenvolupament del sector privat, incentivant especialment les inversions, mentre concentra les despeses públiques en salut i educació. Tonga té una infraestructura bàsica raonable i un servei social desenvolupat. L'elevada taxa d'atur entre els joves, el creixement de la inflació, les pressions per reformes democràtiques i el creixement de les despeses en serveis socials són els principals desafiaments del govern.